# Litoscirtus platynotus
Litoscirtus platynotus is een rechtvleugelig insect uit de familie Romaleidae. De wetenschappelijke naam van deze soort is voor het eerst geldig gepubliceerd in 1991 door Lightfoot & Weissman.